# Nube G
La Nube G (en inglés: G Cloud) es una nube interestelar ubicada a un lado de la Nube Interestelar Local. No se sabe con certeza si el Sistema Solar está inserto en la Nube Interestelar Local o si está en la región en donde ambas nubees interactúan, aunque actualmente el Sistema Solar se está moviendo en dirección a la Nube G. La Nube G contiene a las estrellas Alfa Centauri (un sistema estelar triple del que es parte Próxima Centauri), y Altair (y posiblemente otras).